# Saint-Jean-la-Bussière
Saint-Jean-la-Bussière és un municipi francès situat al departament del Roine i a la regió d'Alvèrnia-Roine-Alps. L'any 2007 tenia 953 habitants.

## Demografia

### Població
El 2007 la població de fet de Saint-Jean-la-Bussière era de 953 persones. Hi havia 359 famílies de les quals 82 eren unipersonals (32 homes vivint sols i 50 dones vivint soles), 108 parelles sense fills, 151 parelles amb fills i 18 famílies monoparentals amb fills.
La població ha evolucionat segons el següent gràfic:
Habitants censats

### Habitatges
El 2007 hi havia 429 habitatges, 361 eren l'habitatge principal de la família, 16 eren segones residències i 52 estaven desocupats. 362 eren cases i 67 eren apartaments. Dels 361 habitatges principals, 287 estaven ocupats pels seus propietaris, 65 estaven llogats i ocupats pels llogaters i 9 estaven cedits a títol gratuït; 8 tenien dues cambres, 54 en tenien tres, 114 en tenien quatre i 185 en tenien cinc o més. 276 habitatges disposaven pel capbaix d'una plaça de pàrquing. A 128 habitatges hi havia un automòbil i a 202 n'hi havia dos o més.

### Piràmide de població
La piràmide de població per edats i sexe el 2009 era:
| Homes | Edats   | Dones |
| ----- | ------- | ----- |
| 0     | 95 o +  | 0     |
| 4     | 90 a 94 | 0     |
| 4     | 85 a 89 | 4     |
| 4     | 80 a 84 | 8     |
| 8     | 75 a 79 | 24    |
| 8     | 70 a 74 | 12    |
| 16    | 65 a 69 | 24    |
| 28    | 60 a 64 | 8     |
| 36    | 55 a 59 | 8     |
| 28    | 50 a 54 | 32    |
| 16    | 45 a 49 | 40    |
| 32    | 40 a 44 | 24    |
| 48    | 35 a 39 | 40    |
| 24    | 30 a 34 | 40    |
| 16    | 25 a 29 | 24    |
| 28    | 20 a 24 | 4     |
| 28    | 15 a 19 | 16    |
| 36    | 10 a 14 | 36    |
| 28    | 5 a 9   | 44    |
| 44    | 0 a 4   | 20    |

## Economia
El 2007 la població en edat de treballar era de 605 persones, 465 eren actives i 140 eren inactives. De les 465 persones actives 435 estaven ocupades (245 homes i 190 dones) i 31 estaven aturades (12 homes i 19 dones). De les 140 persones inactives 60 estaven jubilades, 44 estaven estudiant i 36 estaven classificades com a «altres inactius».

### Ingressos
El 2009 a Saint-Jean-la-Bussière hi havia 398 unitats fiscals que integraven 1.048,5 persones, la mediana anual d'ingressos fiscals per persona era de 17.205 €.

### Activitats econòmiques
Dels 44 establiments que hi havia el 2007, 1 era d'una empresa alimentària, 9 d'empreses de fabricació d'altres productes industrials, 7 d'empreses de construcció, 11 d'empreses de comerç i reparació d'automòbils, 1 d'una empresa de transport, 6 d'empreses d'hostatgeria i restauració, 1 d'una empresa financera, 7 d'empreses de serveis i 1 d'una entitat de l'administració pública.
Dels 13 establiments de servei als particulars que hi havia el 2009, 3 eren tallers de reparació d'automòbils i de material agrícola, 1 autoescola, 1 guixaire pintor, 4 fusteries, 1 empresa de construcció i 3 restaurants.
Dels 2 establiments comercials que hi havia el 2009, 1 era una botiga de menys de 120 m² i 1 una fleca.
L'any 2000 a Saint-Jean-la-Bussière hi havia 28 explotacions agrícoles que ocupaven un total de 1.050 hectàrees.

## Equipaments sanitaris i escolars
El 2009 hi havia una escola elemental.

## Poblacions més properes
El següent diagrama mostra les poblacions més properes.